# Write (Unix)
write – uniksowe narzędzie powłokowe. Wysyła na konsolę podanego jako parametr użytkownika wiadomość ze stdin, zakańczając ją komunikatem EOF.

## Użycie
Właściwa składnia polecenia wygląda następująco:
```
write 
użytkownik
 [
tty1
]

wiadomość
```

Wiadomość należy zakończyć wysyłając EOF, np. przez naciśnięcie Ctrl+D.

## Przykład
Poniższe wywołanie na terminalu pts/8:
```
11:19 AM# write root pts/7
test
```

Wyświetli użytkownikowi root informację:
```
Message from root@punch on pts/8 at 11:19 ...
test
EOF
```